# رسایوو
رسایوو (به لاتین: Rsayevo) یک منطقهٔ مسکونی در روسیه است که در باشقیرستان واقع شده‌است.